# Geografía de Austria
Austria (nombre local, Republik Österreich) es un país de Europa Central. País sin frontera marítima, limita con Alemania, República Checa, Eslovaquia, Hungría, Eslovenia, Italia, Suiza y Liechtenstein.

## Geografía física

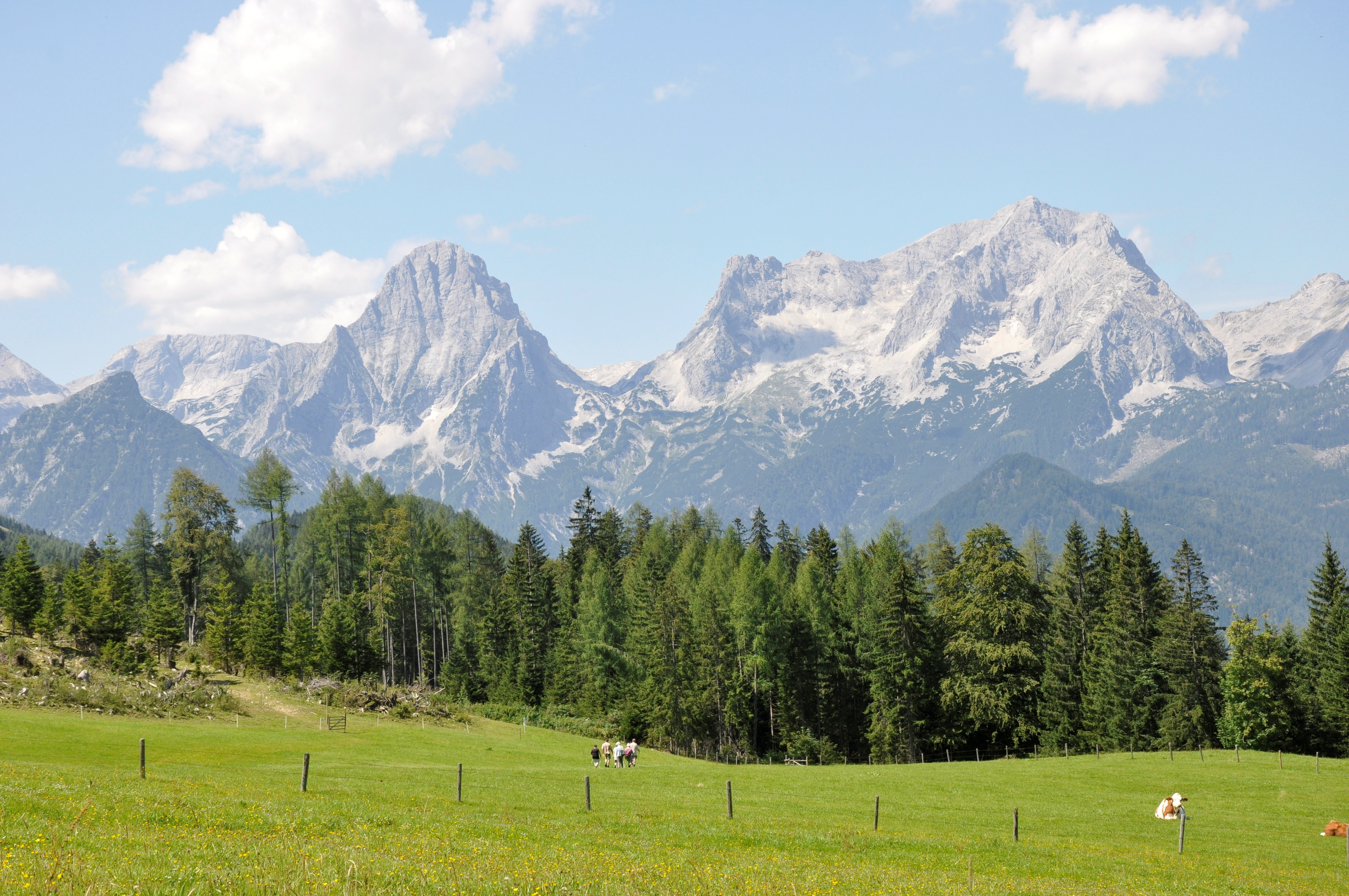
Grosser Priel y Spitzmauer, montañas en la Alta Austria.

### Relieve Austriaco
La mayor parte del territorio de Austria queda dentro de la sección oriental de los Alpes. Estos Alpes orientales que van desde el Rin superior hasta la llanura húngara cruzan el territorio de oeste a este y alcanzan alturas de más de 3.000 m, por lo que es un país montañoso. Los Alpes están divididos en cadenas paralelas: Prealpes del norte, cadena alpina central (con glaciares y los Höhe Tauern y al sur el valle del Drave y los Prealpes del sur. La máxima altura es el Gross Glockner (3.798 m s. n. m.). A orillas del Danubio hay llanuras rodeadas por colinas y meseta. Sólo al este hay una llanura, incluida la extremidad de la llanura panónica. Esta zona con la llanura húngara y el lago Neusiedl en la frontera con Hungría es el Burgenland.

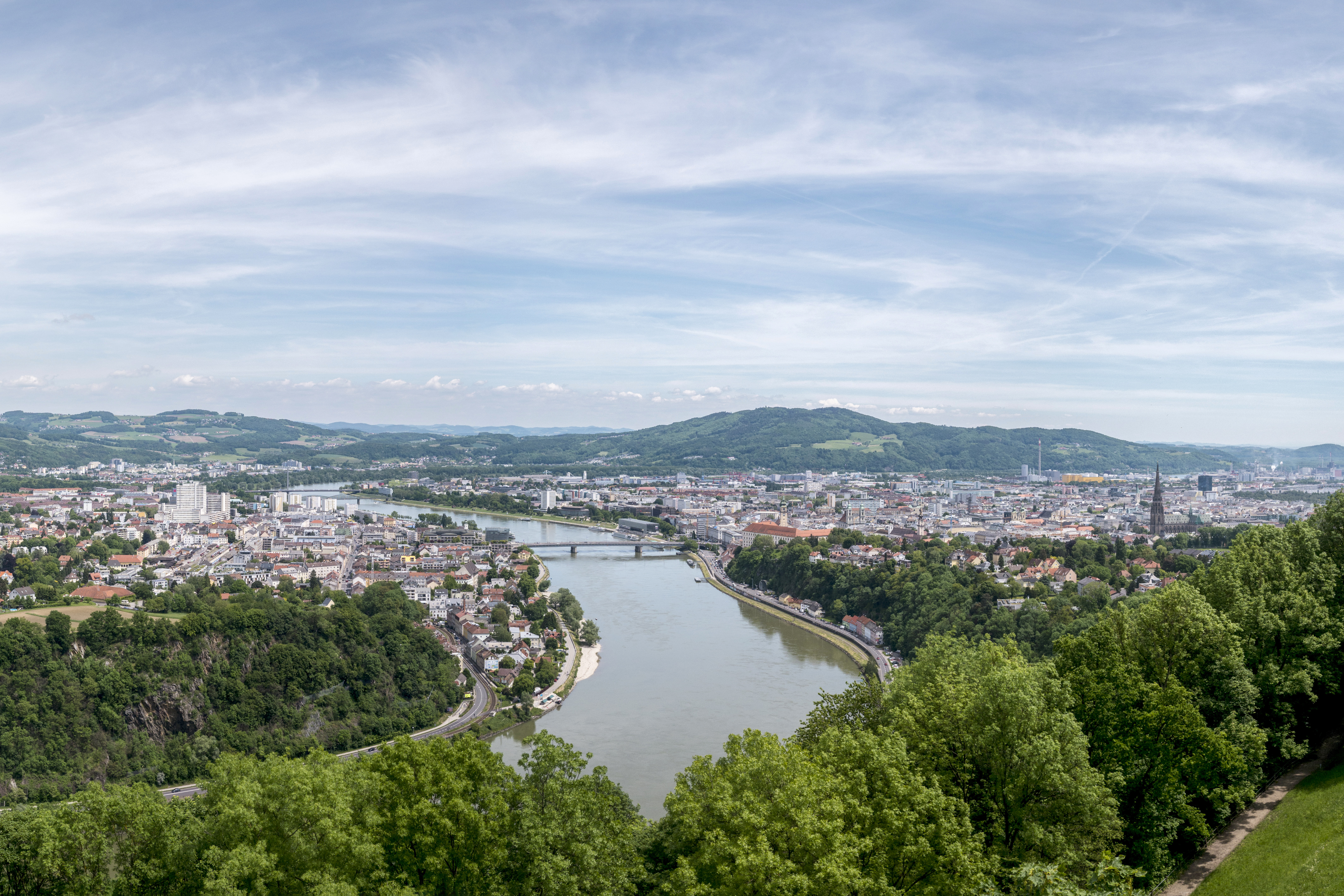
El Danubio en Linz.

### Ríos y lagos
El río más importante es el Danubio, en el norte del país, que entra en Austria por Passau, en la frontera con Alemania; pasando por Linz y Viena, hasta Bratislava, en la frontera con Eslovaquia. Recorre en total 373 kilómetros por el noreste de Austria. En Alemania recibe al Inn, que pasa por Innsbruck, con su afluente el Salzach, que pasa por Salzburgo. Otros afluentes del Danubio son el Enns, Traun, el Mur, el Drave y el Leita, todos ellos descienden de los Alpes Orientales. Por la izquierda desciende el Morava, en la frontera con Hungría.
Al oeste del país está el lago Constanza, que es el más grande y forma la frontera oeste con Alemania, Liechtenstein y Suiza. Al este se encuentra el Neusiedl, en la frontera con Hungría.

### Clima

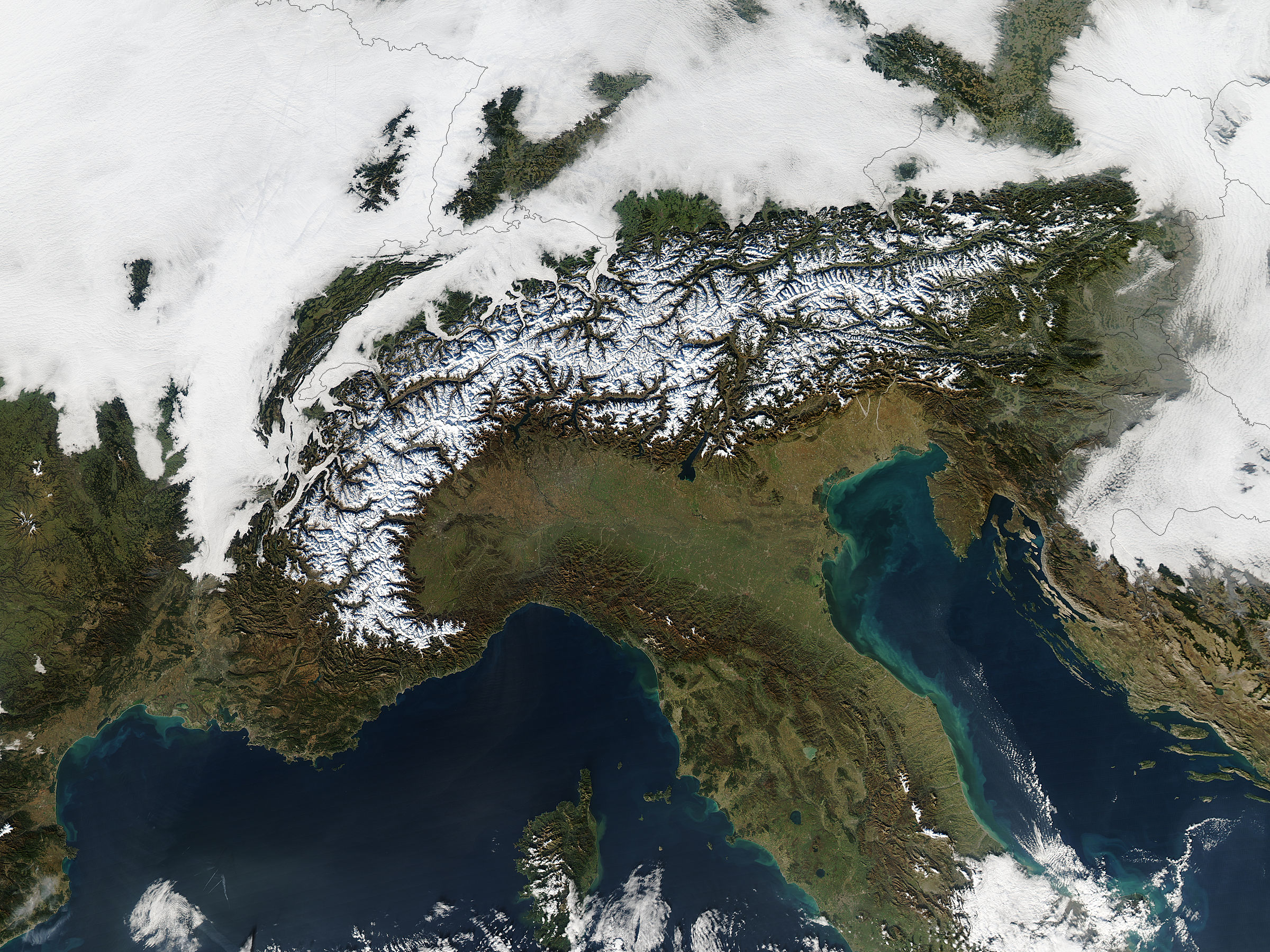
Anunciando el invierno, la nieve cubre los picos de los Alpes el 11 de diciembre de 2004. Al norte de los Alpes, las nubes cubren Francia, Suiza, Liechtenstein, Austria y Eslovenia. Al sur de los Alpes, los cielos claros predominan en la mayor parte de la imagen, pudiendo distinguirse claramente el valle del río Po y la Italia peninsular. Al suroeste, los mares Mediterráneo y Ligur son casi uniformemente de color azul oscuro; al sureste, el mar Adriático presenta remolinos de organismos marinos microscópicos de color verde azulado (probablemente, fitoplancton y algas), así como sedimentos verdosos de los ríos que desembocan en el mar.

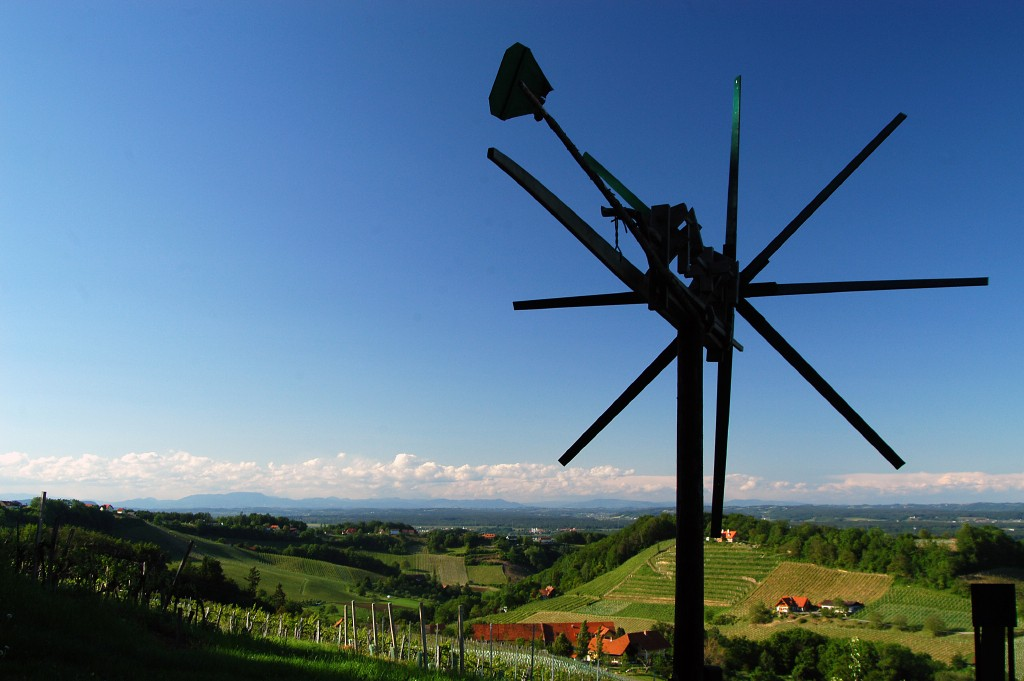
Un Klapotetz, especie de espantapájaros, en Estiria meridional.

Austria tiene clima continental, con temperaturas extremadas. En general, es templado y se caracteriza por sus inviernos fríos, con lluvias frecuentes en las tierras bajas y nieve en las montañas, especialmente en los Prealpes; los veranos son frescos, con aguaceros ocasionales. 
Los Alpes sirven como una divisoria para los tres grandes sistemas climáticos europeos que influyen en el clima austriaco. El clima marítimo atlántico del noroeste está caracterizado por frentes de bajas presiones, aire suave de la corriente del Golfo y precipitaciones. Influye sobre todo en las laderas septentrionalesde los Alpes, los Prealpes septentrionales y el valle de Danubio. El clima continental se caracteriza por frentes de bajas presiones con precipitaciones en verano y sistemas de alta presión con aire frío y seco en invierno. Esto afecta principalmente a Austria oriental. Los sistemas de alta presión mediterráneos que provienen del sur se caracterizan por pocas nubes y aire caliente, e influyen en el tiempo de las laderas meridionales de los Alpes y los Prealpes del sureste, haciendo que esta zona del sur sea la más templada de Austria. 
En los grandes valles sopla el Föhn, viento cálido y seco. Es una peculiaridad de los sistemas de tiempo mediterráneo, una masa de aire caliente que se origina en el Sáhara africano y se mueve hacia el norte rápidamente, haciendo que con periodicidad las temperaturas suban hasta 10 °C en un corto período de tiempo. Muchas personas responden a este rápido cambio de tiempo con dolores de cabeza, irritabilidad y problemas circulatorios. En el invierno, este rápido acaloramiento que acompaña al föhn puede derretir la cubierta de nieve de los Alpes hasta el punto de provocar avalancha.
Dada la importancia del esquí alpino para la industria turística austriaca, diciembre es el mes en el que el tiempo se mira con mayor anticipación. Como norma, los sistemas de clima marítimo atlántico traen nieve, y los sistemas continentales ayudan a conservarla. Sin embargo, un predominio de sistemas continentales secos y fríos o de los cálidos mediterráneos inevitablemente posponen el comienzo de la temporada de esquí. En el verano, las altas presiones mediterráneas traen tiempo cálido y soleado.

Las temperaturas más extremas registradas en Austria son las siguientes:
- La más baja: Hoher Sonnblick, -37,4 °C (1 de enero de 1905)
- La más baja en zonas habitadas: la Abadía de Zwettl (NÖ), -36,6 °C (11 de febrero de 1929)
- La más alta medida en Austria: Dellach im Drautal (K), + 39,7 °C (27 de julio de 1983)

La media de precipitaciones anuales es de 900 mm. La zona danubiana es más húmeda que la llanura panónica, conforme va decreciendo la influencia del clima atlántico, de oeste a este. En Eisenstadt se ha medido una precipitación media anual de 589 mm (período 1961-1991), mientras que en Salzburgo se alcanzan los 1.134 mm, medidos en la estación del aeropuerto. Las regiones más lluviosas son las norteñas, especialmente todos los Prealpes septentrionales así como en la Tiroler Unterland ("las tierras bajas tirolesas"), Ausserfern y el Bregenzerwald ("Bosque de Bregenz"). Allí caen hasta 3.000 mm de lluvia o nieve al año.
|                      | Ene. | Feb. | Mar. | Abr. | Mayo | Jun. | Jul. | Ago. | Sep. | Oct. | Nov. | Dic. | Año   |
| T° max (media) [°C]  | 1    | 3    | 8    | 15   | 19   | 23   | 25   | 24   | 20   | 14   | 7    | 3    | 13,14 |
| T° mín (media) [°C]  | -4   | -3   | 1    | 6    | 10   | 14   | 15   | 15   | 11   | 7    | 3    | -1   | 6,1   |
| Precipitaciones [mm] | 38   | 42   | 41   | 51   | 61   | 74   | 63   | 58   | 45   | 41   | 50   | 43   | 607   |

Fuente: "Clima Viena - Austria" en protiempo.es.

### Medio ambiente
El 39% del territorio está formado por bosques, que se concentran sobre todo en la parte de los Alpes. Según WWF, el territorio de Austria se reparte entre cuatro ecorregiones:
- Bosque templado de coníferas

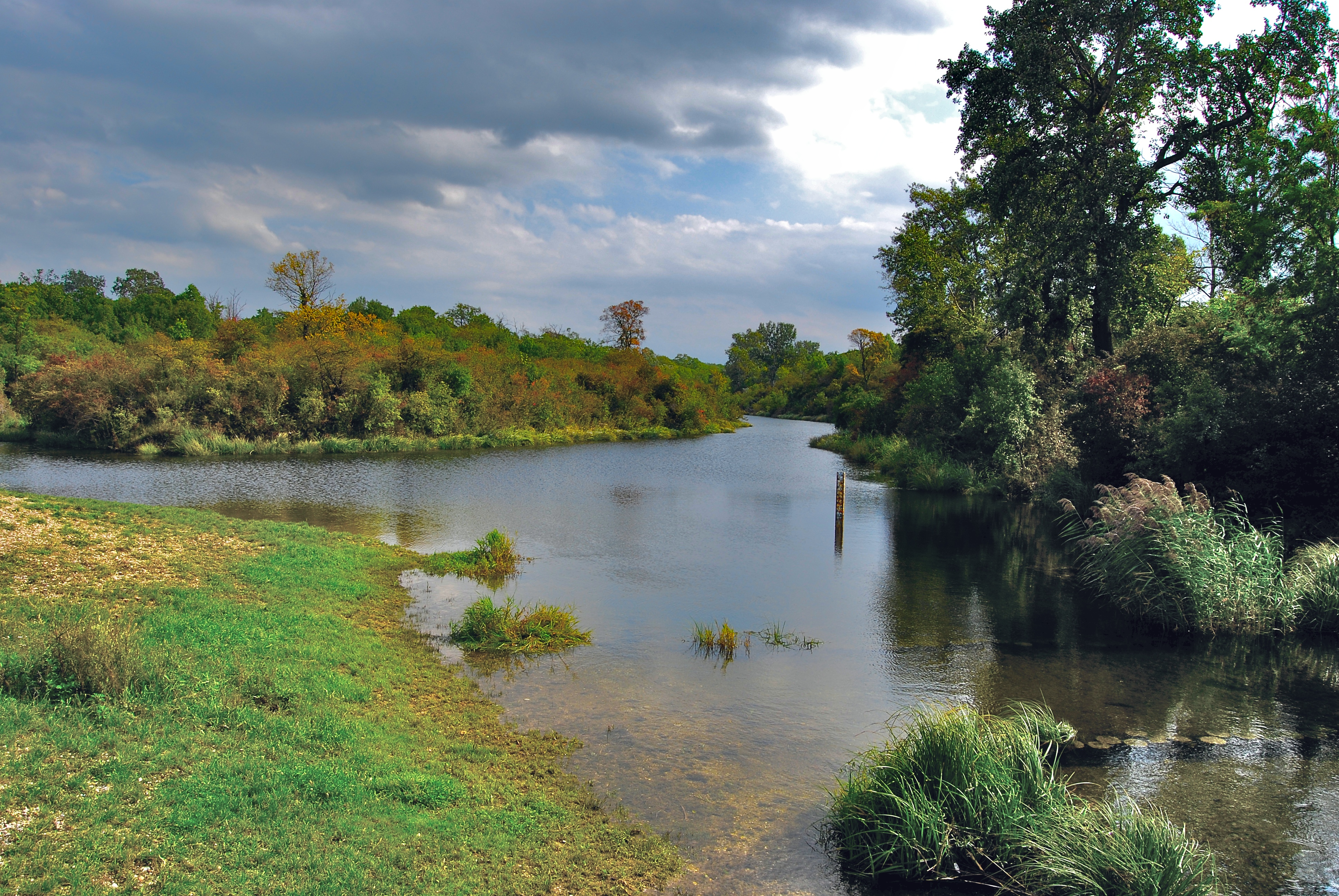
Río en el parque nacional de Lobau.

  - Bosque de los Alpes, en la zona alpina
- Bosque templado de frondosas
  - Bosque mixto de Europa central, en las tierras bajas del noreste
  - Bosque mixto de Panonia, en el este
  - Bosque de frondosas de Europa occidental, en el resto del país

Conforme a la normativa de la Unión Europea, el territorio de este país se divide en dos regiones biogeográficas: continental y, en la parte de los Alpes austriacos, a la región biogeográfica alpina. Cuenta con 6 reservas de la biosfera: desde 1977 Gossenköllesee, Gurgler Kamm, Lobau y el lago Neusiedl, desde 2000 el Grosses Walsertal y desde 2005 los Bosques de Viena o Wienerwald. 119.962 hectáreas están protegidas como humedales de importancia internacional al amparo del Convenio de Ramsar, en total, 19 sitios Ramsar. Finalmente, cuenta con 7 parques nacionales, entre ellos el Hohe Tauern.
Los riesgos naturales de Austria son los corrimientos de tierras, los aludes y los terremotos. En cuanto a los problemas medioambientales existe cierta degradación de los bosques debida a la contaminación atmosférica y del suelo. La contaminación del suelo es el resultado del uso de productos químicos en la agricultura. La contaminación atmosférica proviene de las emisiones de las estaciones de energía y de las fábricas alimentadas con combustibles fósiles (carbón y petróleo, y de los camines que transitan por Austria entre el Norte y el Sur de Europa.

## Geografía humana
La población asciende a 8,210.281  (estimación julio de 2009) y se concentra en los valles de los ríos, siendo urbanizada en un 67% (2008). La densidad de población resulta ser de 97,89 habitantes por kilómetro cuadrado.
Los principales grupos étnicos son los austriacos, de origen germánico (91,1%), pero también hay gente que proviene de la antigua Yugoslavia (croatas, eslovenos, serbios y bosnios), así como turcos (1,6%), alemanes (0,9%) y otros o sin especificar 2,4% (censo de 2001).

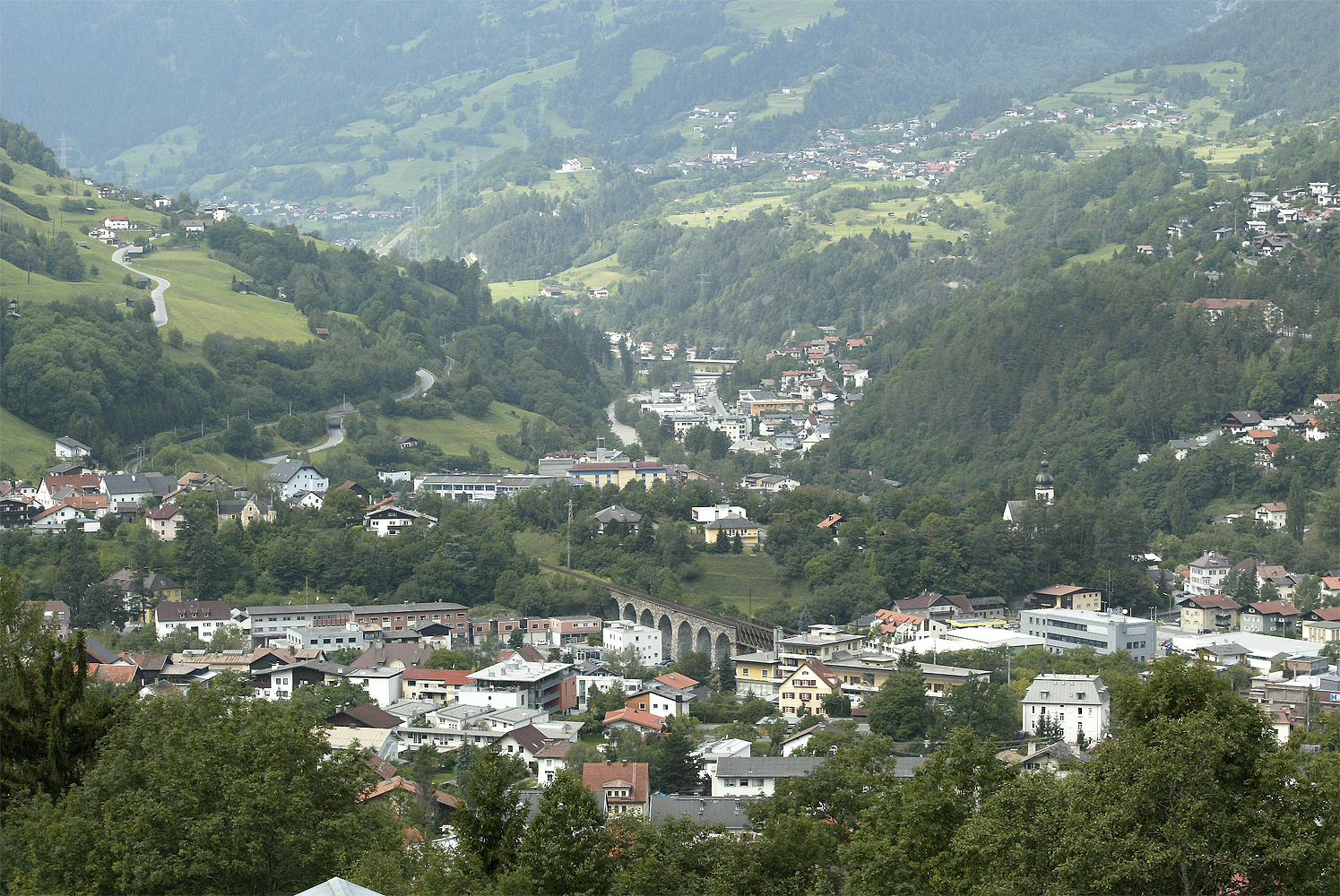
Landeck en Tirol.

El idioma alemán es oficial y lo habla el 88,6% de la población. También hay grupos que hablan turco 2.3%, serbio 2,2%, croata (oficial en Burgenland) 1,6%, otros (incluyendo el esloveno, oficial en Carintia, y húngaro, oficial en Burgenland) 5,3% (censo de 2001).
En cuanto a la religión, el catolicismo es mayoritario (73,6%) aunque también hay un 4,7% de protestantes, 4,2% musulmanes, otros 3,5%, sin especificar 2%, ninguna 12% (censo de 2001). 
La capital es Viena (1,691.469 hab. en 2009). Ciudades principales: Graz, Linz, Salzburgo, Innsbruck y Klagenfurt. Austria está compuesta por nueve estados (Länder o Bundesländer, en singular Bundesland): Viena (Wien, Viena), Austria Baja/ Austria Inferior (Niederoesterreich, cap. Sankt Pölten), Austria Alta / Austria Superior (Oberoesterreich, cap. Linz), Estiria (Steiermark, cap. Graz), Salzburgo (Salzburg, cap. Salzburgo), Carintia (Kaernten, cap. Klagenfurt), Burgenland (cap. Eisenstadt), Tirol (cap. Innsbruck) y Vorarlberg (cap. Bregenz).

## Geografía económica
Los recursos naturales de Austria son: petróleo, carbón, lignito, madera, mineral ferroso, cobre, cinc, antimonio, magnesita, tungsteno, grafito, sal y energía hidroeléctrica.
En cuanto al uso de la tierra, la tierra arable representa el 16,59%, las cosechas permanentes, 0,85% y otros 82,56% (2005). El regadío alcanza 40 kilómetros cuadrados (2003). 
La agricultura se concentra en el valle del Danubio, siendo sus principales productos: cereales, patatas, remolacha azucarera, vino, fruta. Los prados favorecen el desarrollo de la cría de ganado vacuno, lo que favorece la obtención de productos lácteos. También hay cerdos y aves de corral. De los extensos bosques se obtiene madera.
Austria, con su bien desarrollada economía de mercado y alto nivel de vida, está muy vinculada a otros países de la Unión Europea, especialmente la de Alemania. Su economía se basa en un gran sector servicios, que produce el 65,8% (2009 est.) del PIB y emplea al 67% (2005 est.) de la población activa. Un sólido sector industrial produce el 32,3% del PIB y emplea al 27,5% de la población activa. Por último, hay un pequeño sector agrícola, muy desarrollado, que produce el 1,7% del PIB y emplea al 5,5% de la población.

## Áreas protegidas de Austria

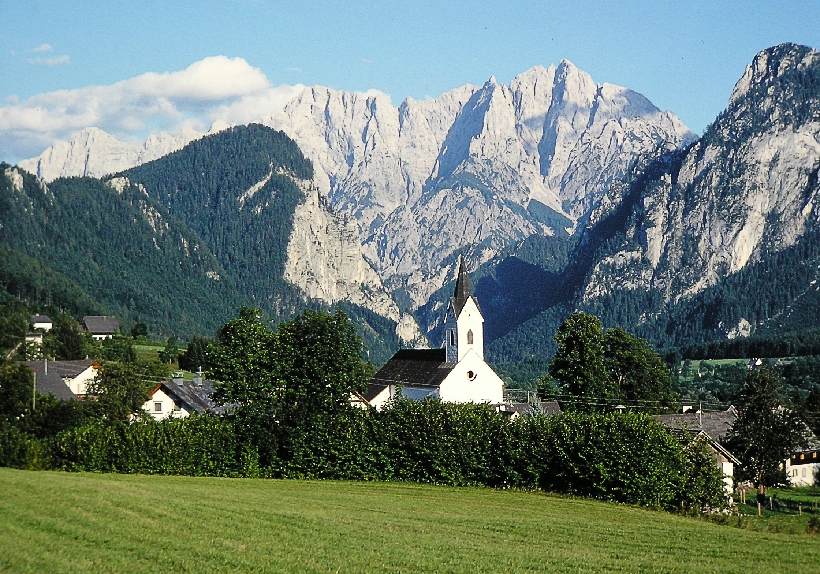
Parque nacional Gesäuse

En Austria hay, según la IUCN, 1663 áreas protegidas que ocupan el 29,28% del territorio, unos 24.572 km² de un total de 83.912 km². De estas, 482 son reservas naturales, 20 son parques nacionales, 50 son parques naturales, 1 es área natural, 4 son áreas de protección natural y paisajística, 274 son áreas de protección del paisaje, 325 son secciones de paisaje protegido, 5 son áreas de protección de la flora, 10 son áreas de descanso, 8 son áreas de conservación especial, 18 son objetos de protección natural de interés local, 6 son hábitats protegidos, 3 son biotopos protegidos, 3 son áreas de desarrollo ecológico, 12 son parques de la biosfera, 10 son áreas de protección regional y 1 es un área de protección ex-lege de 69 ha que se encuentra en Viena (Landschaftsschutzgebiet Ex Lege: Spk-Fl. N. Bo Per 1.3.1985).

#### Parques nacionales

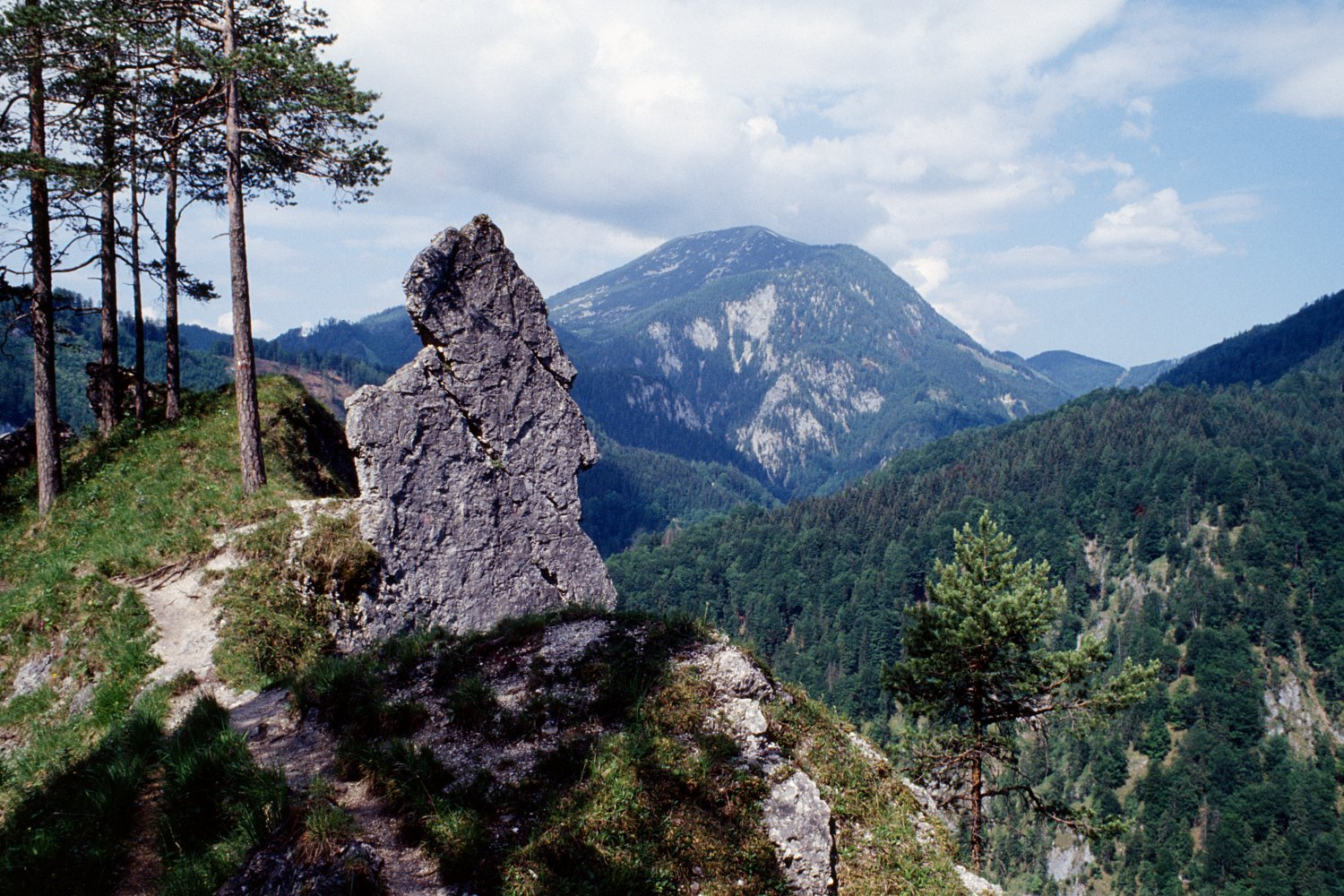
Parque nacional de Kalkalpen

- Parque nacional Danubio-Auen. 93 km². El mayor parque de humedales sin interrupción de Europa.
- Parque nacional Gesäuse. 110,5 km². Sigue el curso del río Enns por una zona de desfiladeros, en Estiria.
- Parque nacional Hohe Tauern o Alto Tauern. El más grande de los Alpes, con 1856 km². Abarca tres estados, Carintia, Salzburgo y Tirol.
- Parque nacional Kalkalpen, 208 km², en una región caliza de los Alpes del norte, con uno de los bosques más grandes de Europa Central, y el mayor karst del país.
- Parque nacional Neusiedler See-Seewinkel. Con 94 km², es el único parque nacional de estepa de Europa Central, siguiendo el lago de Neusiedler See-Seewinkel, en el Burgenland.
- Parque nacional de Thayatal, o del valle del Thaya. 13 km² en un meandro aislado del río, en la frontera con la República checa y adyacente al Parque nacional Podyjí.
- Parque nacional de Nockberge, 184 km², en la Alta Carintia. Se creó en 1987 y en 2012 dejó de ser parque nacional para convertirse en reserva de la biosfera con el nombre de Salzburger Lungau & Kärntner Nockberge.[3]